# Rio Mayenne
O rio Mayenne é um rio localizado na França. A sua confluência com o rio Sarthe e o seu afluente rio Loir forma o rio Maine, afluente do rio Loire. Nasce na comuna de Lalacelle (departamento de Orne, entre Pré-en-Pail e Alençon) e após um percurso de 202,3 km conflui com o rio Sarthe em Angers formando do rio Maine.
Entre os departamentos e cidades do seu percurso estão:
- Departamento de Orne:
- Departamento de Mayenne: Mayenne, Laval, Château-Gontier
- Departamento de Maine-et-Loire: Angers

Está representado pormenorizadamente no vídeojogo Call of Duty 3.